# Tlayacapan (kommun)
Tlayacapan är en kommun i Mexiko.   Den ligger i delstaten Morelos, i den sydöstra delen av landet, 60 km söder om huvudstaden Mexico City. Antalet invånare är 14 467.
Följande samhällen finns i Tlayacapan:
- Tlayacapan
- Cuauhtempan
- Nacatongo
- El Golán
- Amatlipac
- Colonia Puente Pantitlán
- Emiliano Zapata
- Colonia Texalo
- Colonia 3 de Mayo
- Ex-Hacienda Pantitlán
- Colonia Jericó
- El Ahuehuete
- Unidad Habitacional Revolución XXI